# Aparejo diferencial

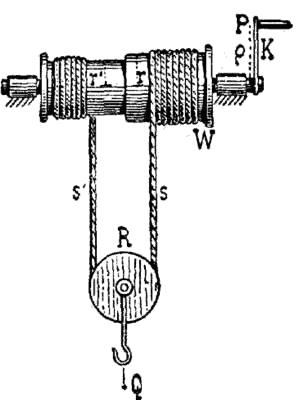
Aparejo diferencial.

El aparejo diferencial se compone de dos poleas de distinto radio caladas sobre el mismo eje.
Se usa combinada con una polea móvil provista de un gancho donde se coloca la carga que deseamos elevar. Puede usarse con una cuerda, pero normalmente las gargantas de las poleas son dentadas y se utiliza una cadena. Se llama así porque la fuerza F necesaria para elevar el peso R es proporcional a la diferencia entre dichos radios (r1 es el mayor y r2 es el menor):
𝐹 = ( 𝑟1 − 𝑟2/ 2 · 𝑟1 )· 𝑅